# 이동주 (성우)
이동주(1944년 8월 20일 ~ )는 대한민국의 성우이다. 1968년 TBC에 입사했으며, 언론통폐합에 따라 현재는 KBS 10기이다. 한국방송 성우극회 소속.

## 주요 출연작품

### 드라마
- 삼국기 (KBS) - 염종 진골귀족 역
- 제4공화국 (MBC) - 김복동 고위장군 역

### 외화
- 칠협오의 (SBS)